# Artigasus schlingeri
Artigasus schlingeri là một loài ruồi trong họ Asilidae. Artigasus schlingeri được Artigas miêu tả năm 1982. Loài này phân bố ở vùng Tân nhiệt đới.